# Rhizoscyphus
Rhizoscyphus is een monotypisch geslacht van schimmels behorend tot de familie Hyaloscyphaceae. Het bevat alleen Rhizoscyphus monotropae.